# Ellisella eustala
Ellisella eustala is een zachte koraalsoort uit de familie Ellisellidae. De koraalsoort komt uit het geslacht Ellisella. Ellisella eustala werd in 1999 voor het eerst wetenschappelijk beschreven door Grasshoff. 